# Little Tanaga
Little Tanaga (en anglès: Little Tanaga Island; en aleutià: Tanagax̂) és una illa que forma part del grup de les illes Andreanof, al sud-oest de les illes Aleutianes, Alaska. Es troba entre les illes Kagalaska i Umak. Té una llargada de 12,5 quilòmetres i 16,3 quilòmetres d'amplada. La seva alçada màxima és de 121 metres.